# SAMSON ViDEO
SAMSON ViDEO（サムソン ビデオ）は、海鳴館が販売している男性同性愛者向けのアダルトビデオ(ゲイビデオ)である。月刊誌「SAMSON」にてグラビアで宣伝している。

## 歴史
1980年代当初は「中年愛ビデオ」というシリーズで販売していた。モデルの傾向は文字通り中年で、太目体型～肥満体型の中年男性同志（40～60歳代）を出演させていた。ストーリー性のないものがほとんどで、大抵はマンションの一室にて撮影されていた。価格は10,500円と当時にしては高価であった。とりたてて撮影上の工夫は見られなかったが、中年同士というカテゴリーのビデオはまだ国内には無く、競争状態にはなかった。また、生音よりもBGMを流す手法が確立されていた。
1990年代に入り、ビデオ出演モデルを必ずしも40代以上に限定せずに30代、20代も出演させるようになる。ただし体型はほとんど必ず太目。100kg以上の体重の出演者も登場し、他のメーカーと明らかに差別化を図っていった。価格帯も8,000円台に下げられ買い求めやすくなり、またコンスタントに毎月2本から3本の新作を発売するようになる。
この頃から、購買層の購入意欲をかきたてる「カテゴリー化」がなされる。主なものとしては
- 巨根もの （特別に巨大な陰茎をもつモデルをメイン）
- パパもの、課長もの、部長もの （家庭的なパパ系、サラリーマン、ホワイトカラー系のモデル）
- 肉体労働者もの （ブルーカラー系）
- 熊系 （体毛が濃く、体格の大きなモデル）
- 体育会OB系 （柔道部、ラグビー部、相撲部などのOB系）

などがあるが、重なり合う場合も多々ある。
このレーベルの特徴としては、やはり40代以上の太目のモデルを起用し続けた点にあり、購買層を維持できたことであろう。さらに特別なこだわりが無かった点にも注目したい。太目メインとはいえ中肉中背～病的な肥満までを扱い、単なる脂肪体型からやや筋肉質な体型まで、肉体労働者から重役風モデルまで、偏りがなかった。その点も生き残った理由としてあげられる。1990年代から、「ミスターハット」 「宝ビデオ」 「ビデオシティ」などの、中年モデルを起用したレーベルも出て競争が一時激化したが、このレーベルは廃盤にならずに維持しつづけている（宝ビデオ、ビデオシティは廃盤）。
2006年10月より、ビデオテープを廃止し、DVDのみの販売となった。

## 出演モデル
以前はノンケ（異性愛者）を売りにしていたが、現在は必ずしもノンケを売りにしていない。人気のあるモデルは再度ビデオに出演し、シリーズ化しているものもある。